# Pinto (Spanyolország)
Pinto egy község Spanyolországban, Madrid tartományban. Pinto Parla, Fuenlabrada, Getafe, San Martín de la Vega, Valdemoro és Torrejón de Velasco községekkel határos. Lakosainak száma 56 003 fő (2024).

## Népesség
A település népessége az utóbbi években az alábbiak szerint változott:
| Lakosok száma | 30 114 | 35 199 | 40 876 | 43 501 | 46 763 | 47 594 | 50 442 | 52 526 | 54 088 | 56 003 |
|               | 2001   | 2004   | 2007   | 2009   | 2012   | 2014   | 2017   | 2019   | 2022   | 2024   |